# Travail & formation en éducation
Travail & formation en éducation est une revue créée en 2008 et qui a cessé de paraître définitivement en 2011. Elle a produit 8 numéros.
Cette revue scientifique à comité de lecture, interdisciplinaire, était consacrée à l'étude des activités humaines en éducation et formation.
La revue entendait contribuer au développement d’un nouveau champ de recherche en éducation : le travail et la formation des professionnels de l’éducation. Elle était ouverte à des chercheurs en sciences humaines et sociales, et acceptait des articles originaux (théoriques, méthodologiques, empiriques) qui portaient sur la formation et le travail des diverses catégories de personnels impliquées dans les apprentissages scolaires et professionnels. 
Entre 2008 et 2011, la revue TFE a publié deux numéros par an, dont un thématique, soit 8 numéros au total. 
Elle figure en 2013 sur la liste de revues de sciences de l'éducation francophones publiée par l'AECSE (Association des enseignants et chercheurs en sciences de l'éducation) et sur celle des revues référentes en sciences de l'éducation de l'AERES.
Travail & formation en éducation est une revue exclusivement numérique, accessible librement sur le portail OpenEdition Journals.

## Numéros parus
- n°1 - 2008 : Varia
- n°2 - 2008 : Les métiers de l'enseignement
- n°3 - 2009 : Varia
- n°4 - 2009 : Le conseil pédagogique en formation d'enseignants
- n°5 - 2010 : De l'activité langagière dans la classe aux gestes professionnels de l'enseignant: convergences et confrontations
- n°6 - 2010 : Varia
- n°7 - 2010 : Entre la classe et l'établissement : explorer et structurer un nouvel espace de recherche
- n°8 - 2011 : L'inclusion en classe ordinaire des élèves en situation de handicap